# Era stupendo
Era stupendo – utwór szwajcarskiego piosenkarza Paolo Meneguzziego napisany przez samego artystę we współpracy z Mattiasem Brånnem i Vincenzo Incenzo, wydany jako singiel w 2008 roku oraz promujący jego piątą płytę studyjną zatytułowaną Corro via z marca tego samego roku.
W 2008 roku utwór reprezentował Szwajcarię w 53. Konkursie Piosenki Eurowizji organizowanym w Belgradzie. 22 maja utwór został zaprezentowany przez Meneguzziego w pierwszym półfinale widowiska i zajął w nim ostatecznie trzynaste miejsce z 47 punktami na koncie, w tym m.in. maksymalną notą 12 punktów od Malty, przez co nie awansował do finału.
Po premierze utworu pojawiły się doniesienia, jakoby był on plagiatem piosenki „It Can Only Get Better” szwedzkiej piosenkarki Amy Diamond.

## Lista utworów
CD single
1. „Era stupendo” (Eurovision Version) – 3:00
2. „Era stupendo” (Radio Version) – 3:32

## Notowania na listach przebojów
| Kraj       | Lista (2008)   | Miejsce |
| ---------- | -------------- | ------- |
| Szwajcaria | Singles Top 75 | 11      |